# Emianopsia
L'emianopsia consiste nella perdita di metà del campo visivo. Può colpire la metà destra/sinistra o la metà alta/bassa del campo visivo. Altro disturbo simile del campo visivo è lo scotoma.

## Tipologie

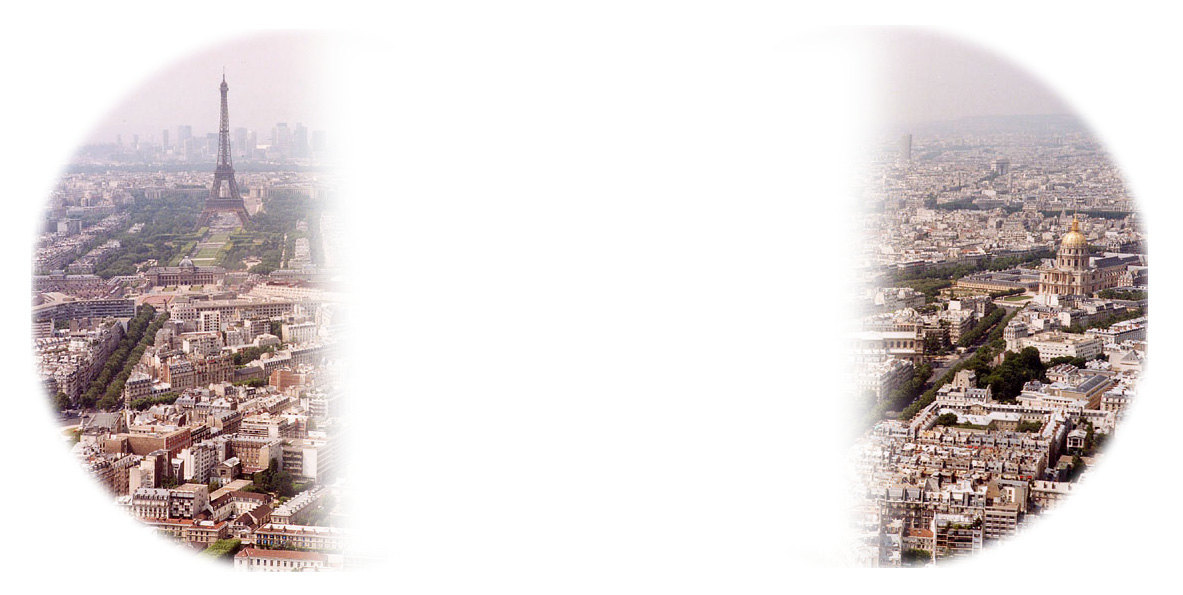
Parigi vista con emianopsia eteronima binasale.

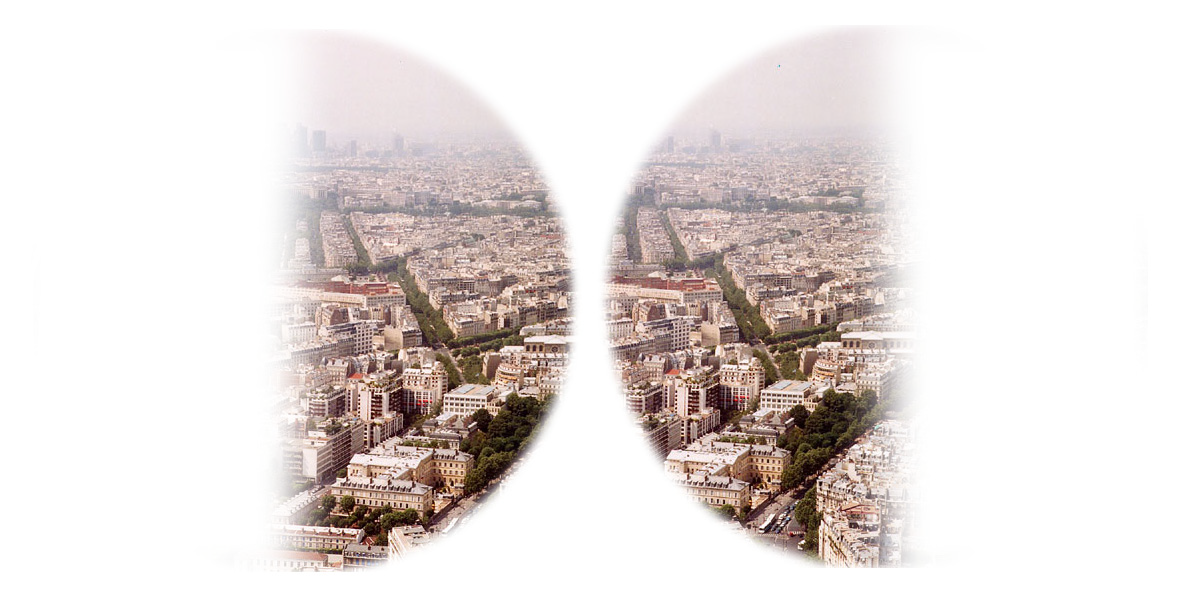
Parigi vista con emianopsia eteronima bitemporale.

Si distinguono vari tipi di emianopsie:
- emianopsia eteronima bitemporale (perdita del campo visivo temporale per lesione mediana del chiasma ottico);
- emianopsia eteronima binasale (perdita del campo visivo nasale per lesione bilaterale ad entrambi i margini del chiasma ottico, estremamente rara);
- emianopsie omonime destra e sinistra (perdita del campo visivo destro o sinistro per lesione, rispettivamente, del tratto ottico di sinistra e di destra);
- emianopsie altitudinali (perdita della metà superiore o inferiore del campo visivo per lesione bilaterale delle radiazioni ottiche o della corteccia visiva, quando le lesioni sono monolaterali si parla di quadrantopsia ossia la perdita di un solo quadrante del campo visivo).

Fra le possibili cause: ictus, trombosi, compressione delle vie ottiche, tumori cerebrali, aneurismi, ischemie cerebrali, problemi circolatori dell'occhio.